# Pitthea subflaveola
Pitthea subflaveola är en fjärilsart som beskrevs av George Thomas Bethune-Baker 1911. Pitthea subflaveola ingår i släktet Pitthea och familjen mätare. Inga underarter finns listade i Catalogue of Life.